# Trittico dei sette Sacramenti
Il Trittico dei sette Sacramenti è un dipinto del pittore fiammingo Rogier van der Weyden realizzato intorno al 1445-1450 per una Chiesa di Poligny (Max Friedländer sostenne che era stato commissionato dal vescovo Jean Chevrot) e in seguito conservato nel Museo reale di belle arti di Anversa in Belgio.

## Descrizione e stile
Rogier van der Weyden descrive nel suo trittico i sette sacramenti della Chiesa cattolica. 
Nel pannello a sinistra ci sono il Battesimo la Cresima e la Confessione. Il pannello centrale è dominato da una scena della Crocifissione, forse l'unico contributo originale di Rogier a questo dipinto, poiché le altre parti sono state eseguite dal suo studio. Sotto la croce c'è l'apostolo San Giovanni che tiene la tra le sue braccia Maria Vergine svenuta. Alla destra di questa tavola centrale ci sono le due Marie afflitte: Maria Maddalena e Maria Salome. 
In fondo a questa tavola centrale si vede il sacramento dell'Eucaristia. L'ordine sacerdotale, il matrimonio e l'estrema unzione sono mostrati sulla destra. Gli angeli reggicartiglio si trovano vicino ai sacramenti. Appaiono con colori diversi, in una gradazione che va dal bianco del battesimo al nero dell'estrema unzione: il bianco dell'innocenza sul Battesimo; il giallo che simboleggia il fuoco dello Spirito Santo alla Confermazione; il rosso della contrizione sulla Confessione; il marrone violetto sopra l'Ordinazione sacerdotale; il blu della fedeltà sul Matrimonio e infine il nero del lutto sull'Estrema Unzione.